# Tulstrup (Ikast-Brande Kommune)
 For alternative betydninger, se Tulstrup. (Se også artikler, som begynder med Tulstrup)
Tulstrup er en lille by i Midtjylland med 616 indbyggere  (2024). Tulstrup fungerer som en lille bosætningsby til Ikast en halv kilometer nord for byen og 2,5 kilometer fra Ikast centrum.
Tulstrup har en golfbane Tullamore Golf Club.
Byen ligger i Region Midtjylland og hører under Ikast-Brande Kommune. Tulstrup er beliggende i Faurholt Sogn.
Tulstrup har en fodboldklub: Team10